# Время в Азербайджане
| светло-синий   | западноевропейское время / среднее время по Гринвичу (UTC+0)                                                                        |
| синий          | западноевропейское время / среднее время по Гринвичу (UTC+0) западноевропейское летнее время / ирландское стандартное время (UTC+1) |
| красный        | центральноевропейское время (UTC+1) центральноевропейское летнее время (UTC+2)                                                      |
| жёлтый         | восточноевропейское время / калининградское время (UTC+2)                                                                           |
| хаки           | восточноевропейское время (UTC+2) восточноевропейское летнее время (UTC+3)                                                          |
| светло-зелёный | московское время / турецкое время (UTC+3)                                                                                           |
| светло-голубой | азербайджанское время / армянское время / грузинское время / самарское время (UTC+4)                                                |

На территории Азербайджана действует азербайджанское время (AZT), соответствующее четвёртому часовому поясу UTC+4.

## История
17 марта 1997 года Кабинетом министров Азербайджанской Республики было принято решение «О переходе на территории Азербайджана на летнее и зимнее время». В соответствии с ним ежегодно в последнее воскресенье марта часы переводились на час вперёд, а в последнее воскресенье октября — на час назад. Контролировать исполнение решения было поручено госкомитету по стандартизации, метрологии и патентам Азербайджана.
Предложения прекратить практику перехода на летнее время высказывались в парламенте в 2011 году.
Тем не менее в 2013 году президиум Национальной академии наук Азербайджана рекомендовал отказаться от перевода часов.
Переход на летнее время (AZST), соответствующее времени пятого часового пояс UTC+5, сохранялся до 2015 года включительно.
17 марта 2016 года решением Кабинета министров Азербайджана переход на летнее время отменён.